# 高柴山
高柴山（たかしばやま）は、福島県田村市と小野町の境界にそびえる山。標高884.1m。うつくしま百名山に選定されている。

## 概要
阿武隈高地の中部に位置し、約3万本のヤマツツジが自生していることで有名。花の見頃を迎える5月下旬から6月上旬にかけては全国各地から大勢の観光客が訪れる。また、山頂からは阿武隈山系の山々とその麓に広がる大パノラマを楽しむことができる。1953年に阿武隈高原中部県立自然公園に指定され、春のツツジから秋の紅葉シーズンまで気軽に楽しめるハイキングスポットとして親しまれている。
このヤマツツジの大群落は明治末期から昭和のはじめにかけて、馬の産地だった大越地方の農家が農耕馬を高柴山に放牧したため出来たものとされている。放牧の邪魔になる樹木は伐採され、草などは馬に食べられたが、花や葉に毒性があるヤマツツジはあまり食べなかったので、次第に美しいヤマツツジの大群落が形成されたといわれている。

## 登山ルート
登山口は三ヶ所あり、全ての登山口に駐車場がある。山頂までの所要時間はそれぞれ約40分。
- 浮金登山口
- 牧野登山口
- 門沢登山口

## ギャラリー

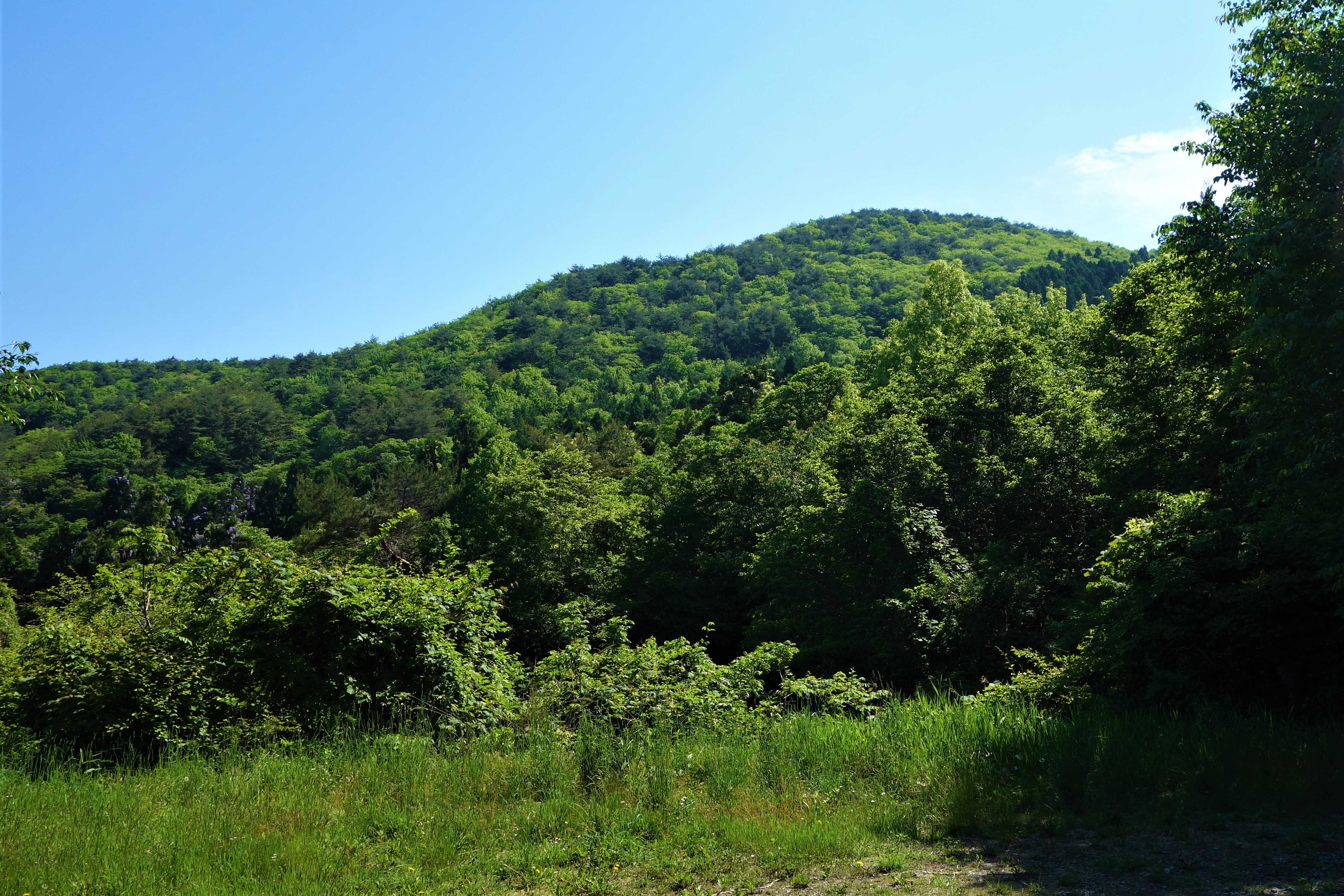
浮金登山口からの高柴山
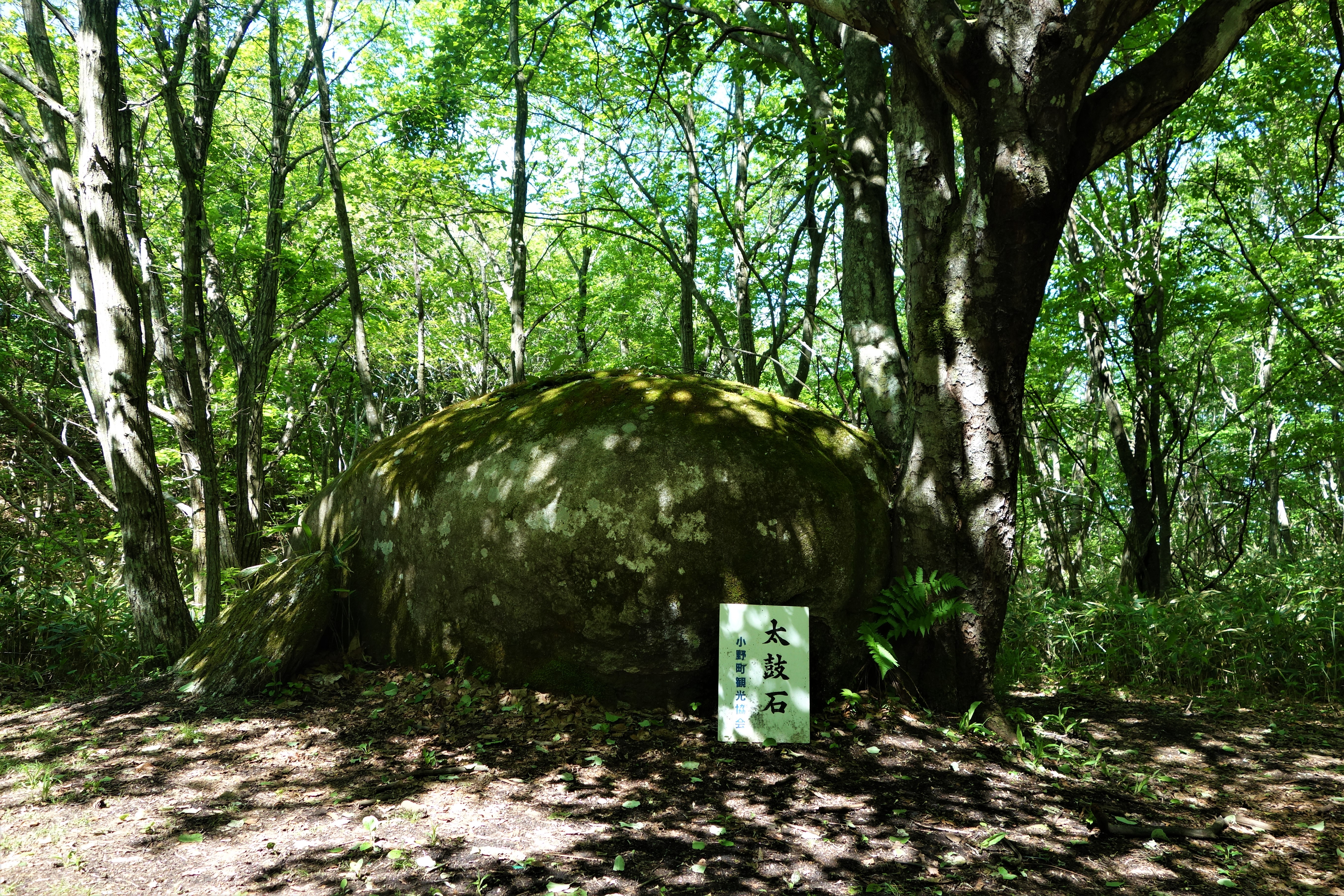
源義家伝説の太鼓石
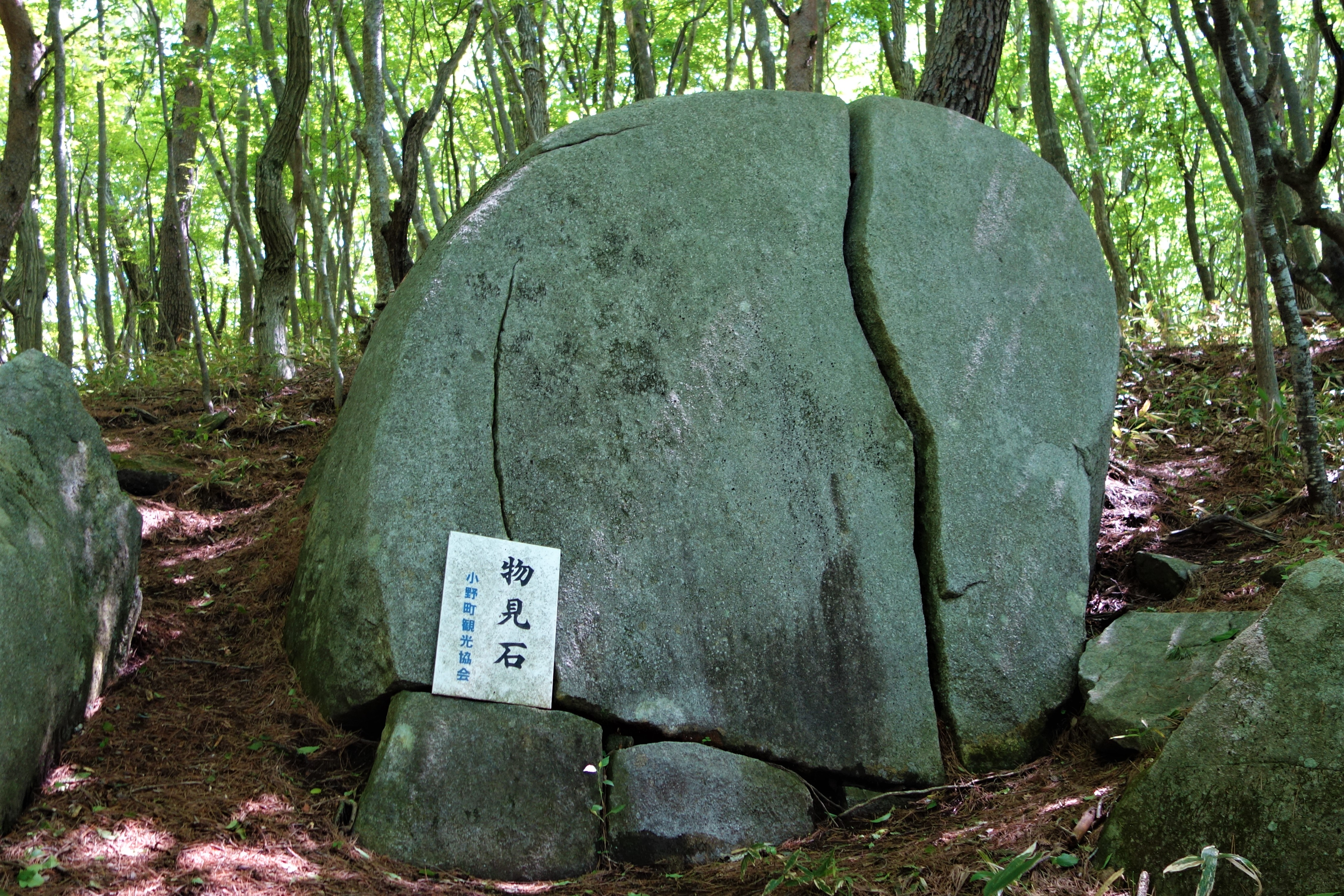
坂上田村麻呂伝説の物見石
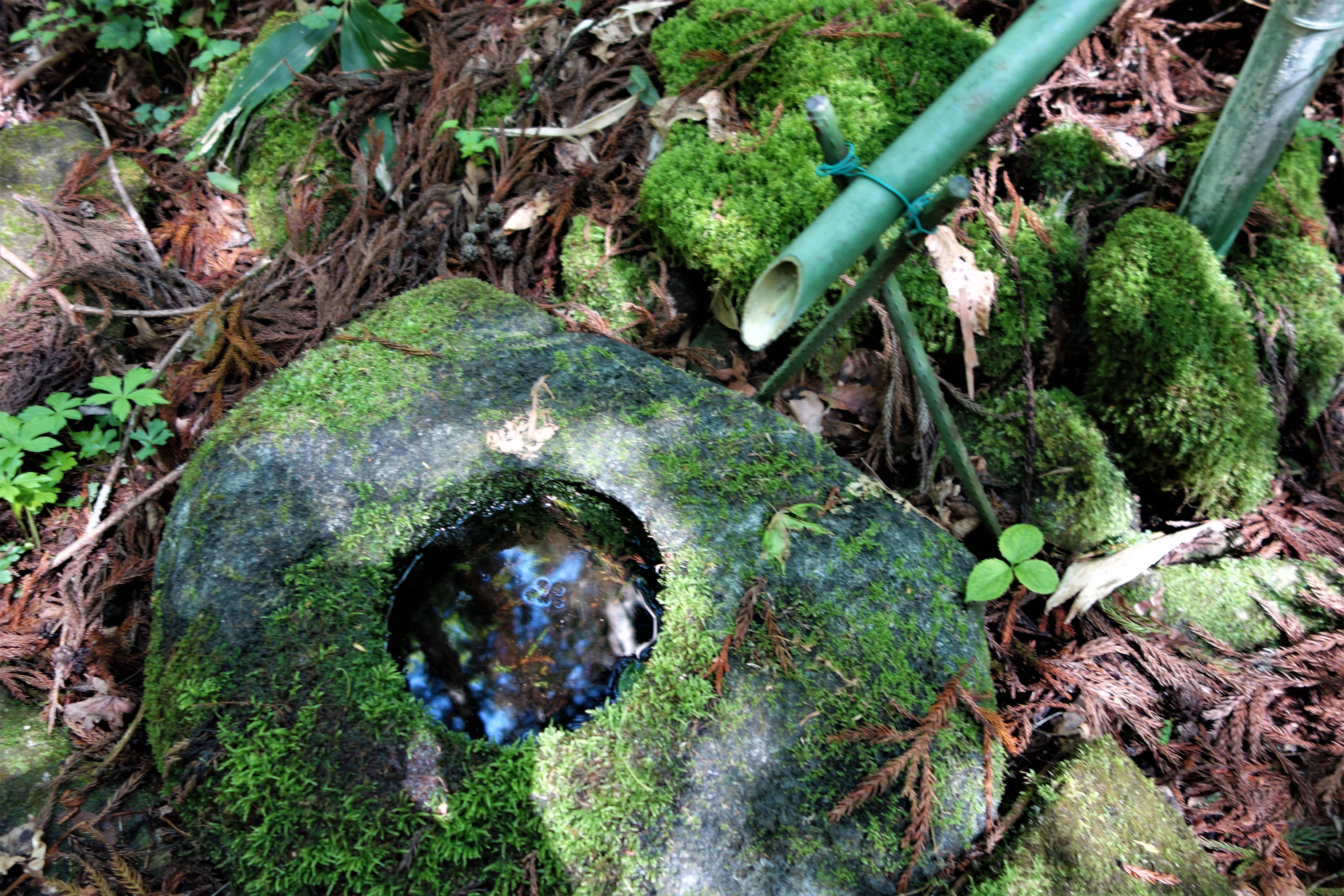
御神水
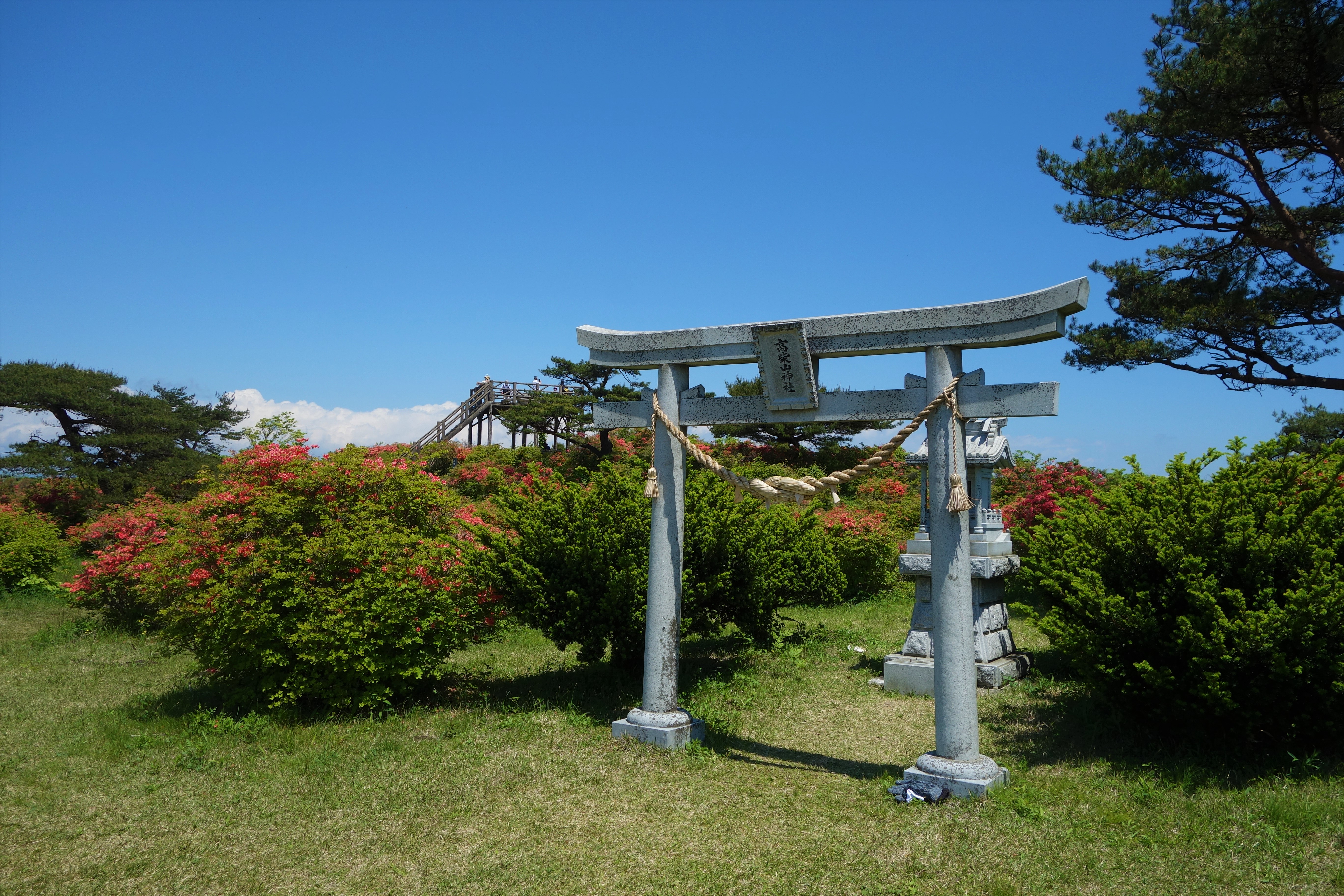
山頂の高柴山神社
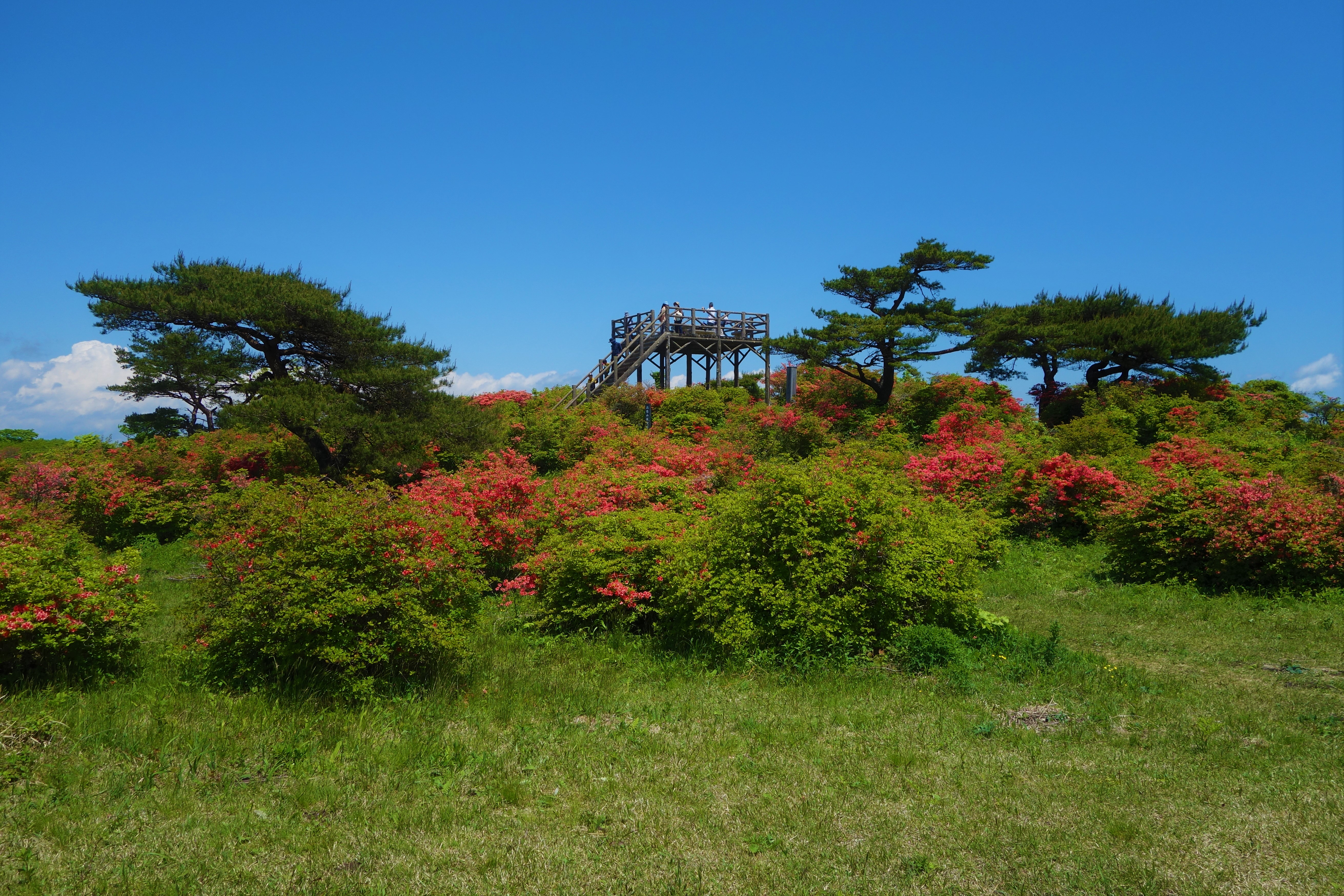
高柴山展望台

## 外部サイト
- 大越観光ガイド 高柴山 - 福島県田村市ホームページ
- 小野町観光協会 高柴山